# Erhard Hartmann
Erhard Hartmann (* 24. Juli 1957 in Wien) ist ein österreichischer Schauspieler.

## Leben
Hartmann war Mitglied bei den Wiener Sängerknaben, studierte später Schlagzeug und Klavier an der Hochschule für Musik und darstellende Kunst und absolvierte von 1976 bis 1978 das Max-Reinhardt-Seminar. Nach Engagements am Theater in der Josefstadt, dem Linzer Landestheater und den Salzburger Festspielen ging er nach Deutschland. Er spielte unter anderem am Staatstheater Wiesbaden und am Landestheater Memmingen. Danach wurde München zu seiner Wahlheimat. Er wurde für Fernsehserien verpflichtet, spielte Theater und begann seine Laufbahn als Synchronsprecher. Mit den Kinofilmproduktionen Die Frau mit dem roten Hut (1984) und War and Remembrance (1988) startete er seine internationale Karriere.
2004 holte ihn Gerald Pichowetz zurück nach Wien und er spielte im Gloria-Theater den Wargrave in Agatha Christies 10 kleine Negerlein. 2006 spielte Hartmann in der 13-teiligen ORF-Serie Kupetzky, zu der David Schalko den Stoff geliefert hatte, die Hauptrolle. In dem Theaterstück Böheimkirchen Euphorie, das ebenfalls aus der Feder Schalkos stammt, spielte er den nierenkranken Onkel Carlos. Das Stück hatte im April 2006 Premiere im Rabenhof Theater Wien.

## Filmografie
- 1979: Das Geheimnis der eisernen Maske (The 5th Musketeer)
- 1979: Götz von Berlichingen mit der eisernen Hand
- 1981: Laß laufen, Kumpel
- 1983: Die unglaublichen Abenteuer des Guru Jakob
- 1984: Die Frau mit dem roten Hut
- 1988: War and Remembrance
- 2019: Wie ich lernte, bei mir selbst Kind zu sein

## TV-Produktionen
- Die Spiegel Affäre (TV-Film, ARD, arte) Regie: Roland Suso Richter
- Isenhart (TV-Film, Pro7) Regie: Hansjörg Thurn
- Die Grenze (TV-Mehrteiler, Sat.1) Regie: Roland Suso Richter
- High Moon (Kurzfilm) Regie: Özgür Arslan
- Alternate Ending (Kurzfilm) Regie: Alexander Laub
- Kupetzky (Serie ORF) Regie: Chris Raiber
- Remember me (TV-Film) Regie: David Mobilia
- Der Schmetterlingseffekt (Kurzfilm) Regie: André Herrmann
- Hundstage (Kurzfilm) Regie: Michael Kofler
- Der Androjäger Folge: Ganz einfach, wenn man’s kann (1983)
- Büro Büro (Fernsehserie)
- Feuersturm TV-Mehrteiler
- Polizeiinspektion 1 (Fernsehserie)
- Wie das Leben so spielt (Fernsehserie)
- Und die Tuba bläst der Huber (Fernsehserie)
- Der Alte (Fernsehserie)
- Kavinsky (Kurzfilm)
- Kommissar Pascha (Fernsehserie)